# Boden-Niederlög
Boden-Niederlög liegt im Scharnitzer Becken in Nordtirol und ist Gemeindeteil von Leutasch im Bezirk Innsbruck-Land, Tirol.

## Geographie
Boden-Niederlög ist ein Gewerbegebiet bei Gießenbach, 3 Kilometer südwestlich von Scharnitz und an der B177 Seefelder Straße nach Seefeld. Es gehört politisch noch zum 7 Kilometer westlich liegenden Leutasch, hier zweigt die L75 Bodestraße über Durch den Boden und Untere Mähnder ab, zur L14 Leutascher Straße, über die dann Leutasch erreichbar ist.
Das kleine Gewerbegebiet umfasst vier Firmen.
Nachbarorte
|             |                                             | Gießenbach (Gem. Scharnitz) |
| Kreith      | Kompassrose, die auf Nachbargemeinden zeigt |                             |
| Neuleutasch | Seestadeln (Gem. Scharnitz)                 |                             |